# مسجد ماندينغو المركزي
مسجد ماندينغو المركزي (بالإنجليزية: Mandingo Central Mosque)، هو مسجد كبير يقع في فريتاون، في دولة سيراليون غرب إفريقيا.

## الوصف
- يعد أحد أكبر المساجد في سيراليون ويقع في حي Magazine Court في الطرف الشرقي من فريتاون.

- تم بناء المسجد في المقام الأول للصلاة والعبادة ولخدمة أفراد شعب الماندينغو في سيراليون.

- كان رئيس سيراليون السابق أحمد تيجان كباح عضوا منتظما في مسجد ماندينغو المركزي وكان يصلي عادة في مسجد ماندينغو المركزي أثناء وبعد رئاسته.[3]